# Cerretto Langhe
Cerretto Langhe (piemontiul: Srèj dle Langhe) település Olaszországban, Piemont régióban, Cuneo megyében. Lakosainak száma 397 fő (2023. január 1.). Cerretto Langhe Arguello, Cravanzana, Feisoglio, Roddino, Serravalle Langhe, Albaretto della Torre és Sinio községekkel határos.

## Népesség
A település lakossága az elmúlt években az alábbi módon változott:
| Lakosok száma | 451  | 445  | 397  |
|               | 2017 | 2018 | 2023 |